# Alain Bouchat
Alain Bouchat es un botánico belga, nacido en Bruselas en 1956.

## Obra
Se dedica a la biología, estudiando la taxonomía del género Necepsia, de la familia Euphorbiaceae.
- La abreviatura «Bouchat» se emplea para indicar a Alain Bouchat como autoridad en la descripción y clasificación científica de los vegetales.[2]